# 奧格登 (印第安納州)
奧格登（英語：Ogden）是位於美國印地安納州亨利縣的一個非建制地區。該地的面積和人口皆未知。